# Oakdale (Wisconsin)
Oakdale és una població dels Estats Units a l'estat de Wisconsin. Segons el cens del 2000 tenia 297 habitants.

## Demografia
Segons el cens del 2000, Oakdale tenia 297 habitants, 112 habitatges, i 73 famílies. La densitat de població era de 136,5 habitants per km².
Dels 112 habitatges en un 31,3% hi vivien nens de menys de 18 anys, en un 47,3% hi vivien parelles casades, en un 9,8% dones solteres, i en un 34,8% no eren unitats familiars. En el 23,2% dels habitatges hi vivien persones soles el 8,9% de les quals corresponia a persones de 65 anys o més que vivien soles. El nombre mitjà de persones vivint en cada habitatge era de 2,65 i el nombre mitjà de persones que vivien en cada família era de 3,07.
Per edats la població es repartia de la següent manera: un 27,3% tenia menys de 18 anys, un 6,7% entre 18 i 24, un 35,7% entre 25 i 44, un 18,9% de 45 a 60 i un 11,4% 65 anys o més.
L'edat mediana era de 35 anys. Per cada 100 dones de 18 o més anys hi havia 109,7 homes.
La renda mediana per habitatge era de 35.500 $ i la renda mediana per família de 36.667 $. Els homes tenien una renda mediana de 30.833 $ mentre que les dones 20.250 $. La renda per capita de la població era de 14.440 $. Aproximadament el 4,7% de les famílies i el 9,6% de la població estaven per davall del llindar de pobresa.

## Poblacions més properes
El següent diagrama mostra les poblacions més properes.